# Gundlachia neozelanica
Gundlachia neozelanica е вид коремоного от семейство Planorbidae.

## Разпространение
Видът е разпространен в Нова Зеландия (Северен остров и Южен остров).